# Abkürzungen der Reichseisenbahnen Elsass-Lothringen

Vorlage aus dem Wagenstandsverzeichnis von 1911

Bei den Abkürzungen der Reichseisenbahnen Elsass-Lothringen handelt es sich um solche die in den Wagenstandsverzeichnissen der Reichseisenbahnen Elsass-Lothringen benutzt werden. Diese Abkürzungen sind auch in dieser Form in den beiden Verzeichnissen – eines für Personenwagen und eines für Güterwagen – jeweils auf einem Vorblatt zusammengestellt (siehe auch die nebenstehende Abbildung des Originals aus dem WV von 1911). Im Folgenden werden auf die einzelnen Spalten der Verzeichnisse verwiesen, in welchem die hier erläuterten Abkürzungen stehen.

## Spalte Beleuchtungen
Hier werden die unterschiedlichen Formen von Beleuchtungen aufgeführt.
| Beleuchtungsarten | Beleuchtungsarten                |
| Abkürzung         | Bedeutung                        |
| ----------------- | -------------------------------- |
| El                | Elektrische Beleuchtung          |
| G                 | Gasbeleuchtung                   |
| Ggl               | Gasglühleuchten                  |
| Öl                | Beleuchtung mit Rüböl-Lampen     |
| Petr              | Beleuchtung mit Petroleum-Lampen |

## Spalte Bremsen
Hier werden die Informationen zu den diversen Handbremsen, Luftdruck- und Saugluftbremsen sowie den Bremsleitungen zusammengefasst.
| Handbremsarten | Handbremsarten                                                                       |
| Abkürzung      | Bedeutung                                                                            |
| -------------- | ------------------------------------------------------------------------------------ |
| H              | Handbremse, Handspindelbremse                                                        |
| Brh            | Bremserhaus; halboffen oder geschlossen, auf der Ladefläche stehend oder hochgesetzt |
| Fsbr           | Freisitzbremse; offener Bremsersitz                                                  |
| Pl             | Handspindelbremse auf einer Plattform; ggf. auch beidseitig                          |

| Druckluftbremsarten | Druckluftbremsarten                                  |
| Abkürzung           | Bedeutung                                            |
| ------------------- | ---------------------------------------------------- |
| Hnbr                | Henry-Bremse (nichtselbständige Westinghouse-Bremse) |
| Hsbr                | Henry-Schnellbremse                                  |
| Fsbr                | Freisitzbremse; offener Bremsersitz                  |
| Kp                  | Knorr-Bremse                                         |
| Sbr                 | Schleifer-Bremse                                     |
| Ssbr                | Schleifer-Schnellbremse                              |
| Wbr                 | Westinghouse-Bremse                                  |
| Wsbr                | Westinghouse-Schnellbremse                           |
| LD                  | Leitung für Luftdruckbremse                          |

| Saugluft Bremsarten | Saugluft Bremsarten                                       |
| Abkürzung           | Bedeutung                                                 |
| ------------------- | --------------------------------------------------------- |
| Hbr                 | Hardy-Bremse (nichtselbständige Luftsaugbremse)           |
| Ahbr                | Automatische Hardy-Vacuumbremse (Umschalt-Luftsaugbremse) |
| LS                  | Leistung für Luftsaugbremse                               |

## Spalte Heizungen
Hier werden zusammengefasst die Informationen zu den diversen Heizungsarten sowie den dazugehörenden Heiz-Leitungen angegeben.
| Heizungsarten | Heizungsarten                                                   |
| Abkürzung     | Bedeutung                                                       |
| ------------- | --------------------------------------------------------------- |
| D             | Dampfheizung; per Heizleitung vom Dampferzeuger aus verteilt    |
| O             | Ofenheizung                                                     |
| Pr            | Presskohleheizung; Kleinöfen mit besonderer Verbrennungstechnik |
| DL            | Leitung für Heiz-Dampf                                          |

## Spalte Lenkachsen
Erst ab ca. 1890 wurde der Standardtyp der Vereinslenkachsen eingeführt. In Deutschland wurde z. B. alle Wagen mit einem Radstand > 4000 mm mit Lenkachsen ausgestattet.
| Lenkachsen | Lenkachsen                                                                           |
| Abkürzung  | Bedeutung                                                                            |
| ---------- | ------------------------------------------------------------------------------------ |
| A 4        | Länderbahnvariante; unbeschränkt verwendbare Lenkachsen für höhere Geschwindigkeiten |
| B 4        | Länderbahnvariante; Lenkachsen mit Geschwindigkeitsbeschränkung                      |
| B 5        | Länderbahnvariante; Lenkachsen mit Geschwindigkeitsbeschränkung                      |
| V          | Vereinslenkachse; nach technischen Vorgaben des VDEV                                 |

## Spalte Signalhalter
Hier werden die Informationen zu den diversen Signal-Haltern zusammengefasst. Diese zusätzlich zu den für die von der K.Bay.Sts.B. vorgeschriebenen Signalhalter wurden notwendig, damit die damit bestückten Fahrzeuge in das Gebiet einer fremden Gesellschaft wechseln konnten. Mit der jeweiligen Abkürzung wird entweder das Land oder die Gesellschaft im Land angegeben.
| Signalhalter | Signalhalter                                                  |
| Abkürzung    | Bedeutung                                                     |
| ------------ | ------------------------------------------------------------- |
| AT           | für den Wechsel in das Gebiet der Österreichischen Staatsbahn |
| BE           | für den Wechsel in das Gebiet der Belgischen Staatsbahn       |
| CH           | für den Wechsel in das Gebiet der Schweiz                     |
| FR           | für den Wechsel in das Gebiet der Französischen Ostbahn       |

## Spalte Untergestell
Hier werden die Informationen zu den diversen Bauformen der Untergestelle zusammengefasst. D.h. es wird mitgeteilt welche Materialien für das Grundgerüst des Untergestells verwendet wurden.
| Untergestell | Untergestell |
| Abkürzung    | Bedeutung |
| ------------ | --- |
| E            | das Untergestell ist komplett aus EISEN gebaut |
| H            | das Untergestell ist komplett aus HOLZ gebaut |
| E,H          | bis auf die "Kopfschwellen" (Pufferbohlen) ist das Untergestell aus EISEN aufgebaut. Die Kopfschwellen dagegen sind aus HOLZ                                                                             |
| HE, E        | die Längsträger und sonstige Untergestellteile sind aus HOLZ und EISEN, die Kopfschwellen aus EISEN aufgebaut. Das bedeutet ggf., dass die Längsträger aus HOLZ waren, welche mit EISEN beplankt wurden. |

## Kennungen der Abteiltypen
Zusätzlich zu den Erläuterungen gemäß den Spalten in den diversen Wagenstandsverzeichnissen hier noch Beschreibungen zu den für die Bezeichnung der Abteilarten gebrauchten Abkürzungen.
| Arten und Anzahl der jeweiligen Abteiltype                                  | Arten und Anzahl der jeweiligen Abteiltype |
| Abkürzung                                                                   | Bedeutung |
| --------------------------------------------------------------------------- | --- |
| I, II, III, IV                                                              | Mit römischen Ziffern werden die verschiedenen Beförderungsklassen gekennzeichnet. Angegeben werden sowohl die Anzahl der jeweiligen Abteile als auch die der Sitzplätze. Soweit keine eigene Spalte vorhanden wird mit dem in Klammern dazugesetzten Wert die Sitzplatzzahl für den militärischen Transport angezeigt. |
| A                                                                           | Abort bzw. Abort mit Waschgelegenheit |
| B                                                                           | Brief- und Briefsortierabteil |
| D                                                                           | Dienstabteil für unterschiedliche Aufgaben |
| G                                                                           | Gepäckabteil, sowohl für Personen- als auch für Güterzugwagen |
| P                                                                           | Pack- bzw. Paketabteil in Postwagen |
| V                                                                           | Abteil für Kleinvieh und/oder Hunde |
| Z                                                                           | verschließbares Zollabteil, Zugang nur für eingeschränkten Personenkreis. |
| zusätzliche Informationen für die militärische Nutzung durch eigene Spalten | |
| M                                                                           | Abteile bzw. Sitzplätze für Mannschaften |
| O                                                                           | Abteile bzw. Sitzplätze für Offiziere |
| Pf.                                                                         | Anzahl der Pferde die transportiert werden können. |